# Pessac-léognan

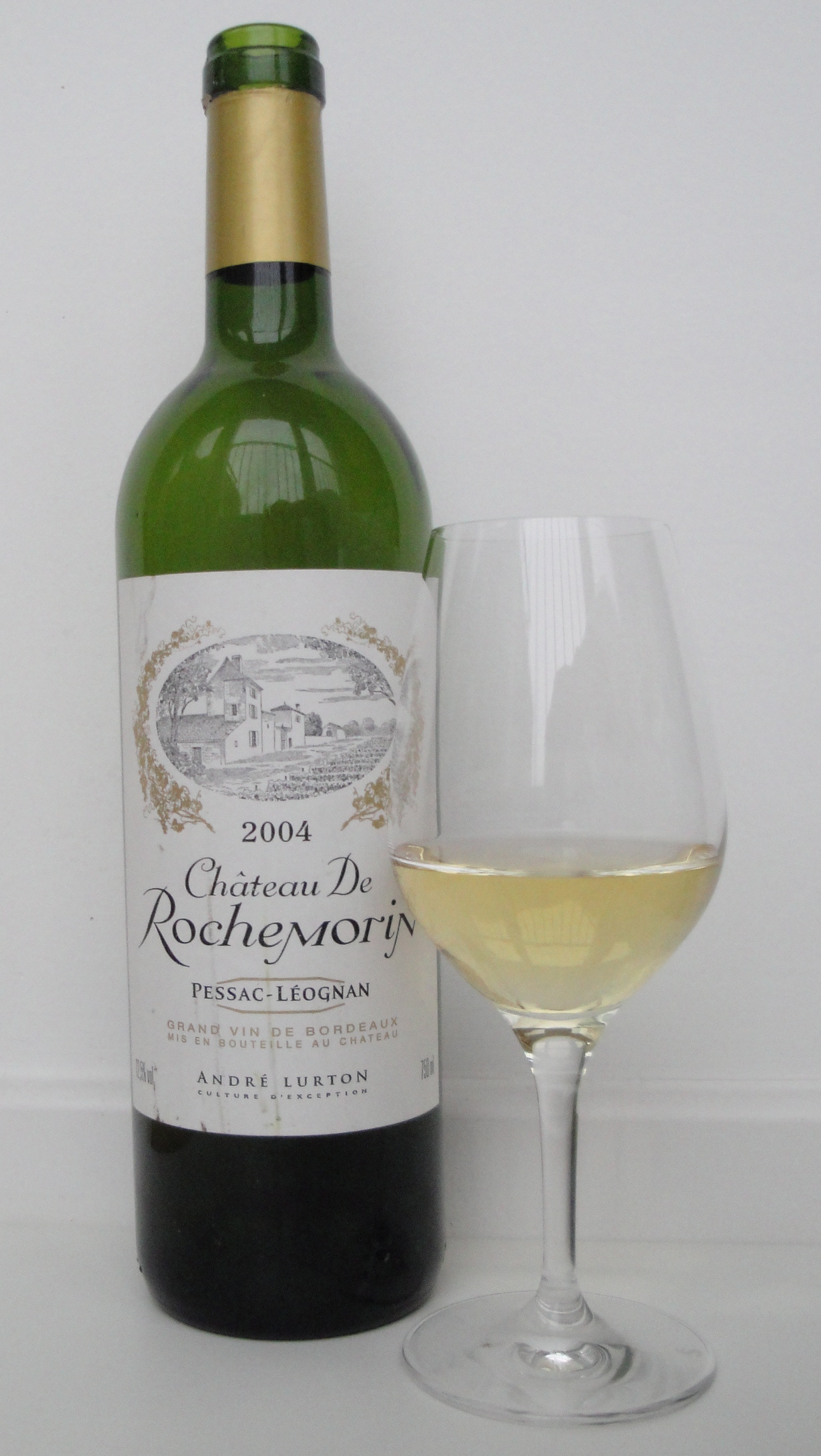
Un pessac-léognan blanco

El pessac-léognan es un vino con denominación de origen de la región vinícola de Burdeos, en Francia. Se creó en septiembre de 1987 reagrupando los vinos de la denominación pessac-léognan en el seno del territorio de los Graves de Burdeos.
El château Haut-Brion, único premier cru classé de 1855 que no provenía del Médoc, es hoy en día el jefe de filas de los 68 châteaux y dominios.
Debido al hecho de su situación alrededor de la villa de Burdeos, el viñedo de la denominación quedó muy disminuido a lo largo de los últimos cien años debido a la urbanización que obligó a una lucha cotidiana para preservar las parcelas de alto valor vinícola. La AOC pessac-léognan ha extendido su superficie de cultivo de 500 hectáreas en 1975 a 1.600 ha. Son suelos de gravas pirenaicas. Se extiende por 10 comunas: Cadaujac, Canéjan, Gradignan, Léognan, Martillac, Mérignac, Pessac, Saint-Médard-d'Eyrans, Talence y Villenave-d'Ornon.
La producción anual se eleva a 65.000 hectolitros, 9 millones de botellas (80% de tintos y 20% de blancos secos), exportado en un 75%. Las variedades utilizadas son:
- Vino tinto: cabernet sauvignon principalmente, merlot y cabernet franc.
- Vino blanco: sauvignon a menudo asociado con semillón.

## Lista de los dominios
| - Château l'Angelot de Seguin (*) - Château Bahans Haut-Brion (*) - Château Bardey (*) - Château Bardins - Château Baulos-Charmes - le Bec en Sabot (*) - Château de Belloc (*) - Domaine de Blayes (*) - Château Bois Martin - Château Bouscaut - Château Branon - Château Brown - Château Le Bruilleau - Château Cantebau (*) - Château Cantelys - Château Carbonnieux - Château les Carmes-Haut-Brion - Domaine de Carsin (*) - Château la Chapelle de la Mission-Haut-Brion (*) - Château Chênevert (*) - Domaine de Chevalier - le Clos des Carmes (*) - Château La Clotte (*) - Château Coquillas (*) - Château Coucheroy - Château Couhins-Lurton - La Croix de Seguin (*) - Château de Cruzeau - Château De Guillemont (*) - Château d'Eck | - Château d'Eyran - Château Ferran - Château de France - Château La Garde - Domaine de la Grâce d'Ornon (*) - Domaine de Grandmaison - Château Haut Bacalan - Château Haut de Domy (*) - Château Haut l'Artigues (*) - Château Haut l'Évêque (*) - Château Haut Malle (*) - Château Haut-Bailly - Château Haut-Bergey - Château Haut-Brion - Château Haut-Gardère - Château Haut-Lagrange - Château Haut-Nouchet - Château Haut-Plantade - Château Haut-Vigneau - Château d'Hourcat (*) - Château Lafargue - Château Lafont Menaut - Lagrave-Martillac (*) - Lamothe Bouscaut (*) - Château Lantique (*) - Domaine de Larrivet (*) - Château Larrivet-Haut-Brion - Château Latour Martillac - Château Laville Haut Brion - Château Lespault | - Château Limbourg (*) - Château la Louvière - Château Malartic-Lagravière - Château de Malleprat - Château Mancèdre - Domaine de la Marianotte (*) - Clos Marsalette - Domaine de Merlet - Domaine du Milan (*) - Château la Mission-Haut-Brion - Château Olivier - Château le Pape - Château Pape Clément - Château Picque Caillou - Château Pontac-Monplaisir - Château Ponteilh-Monplaisir (*) - Château Pontheilh (*) - Château Poumey - Château de Quantin - Château de Rochemorin - Moulin de Rouillac (*) - Château de Rouillac - Château le Sartre - Château Seguin - Château Smith Haut Lafitte - Domaine de la Solitude - Château le Thil Comte Clary - Château Tour Léognan - Château Trigant - Château Valoux (*) |

(*) Marca adjunta a una propiedad